# IC 1390
IC 1390 — галактика типу SBc () у сузір'ї Водолій.
Цей об'єкт міститься в оригінальній редакції індексного каталогу.